# Alexandru Rîşcan
Alexandru Rîşcan (Tiráspol) es un deportista moldavo que compitió en boxeo.
Ganó dos medallas de bronce en el Campeonato Europeo de Boxeo Aficionado, en los años 2008 y 2011, en el peso mosca.

## Palmarés internacional
| Campeonato Europeo | Campeonato Europeo      | Campeonato Europeo | Campeonato Europeo |
| Año                | Lugar                   | Medalla            | Categoría          |
| ------------------ | ----------------------- | ------------------ | ------------------ |
| 2008               | Liverpool (Reino Unido) | Medalla de bronce  | 52 kg              |
| 2011               | Ankara (Turquía)        | Medalla de bronce  | 52 kg              |